# Cyptonychia anaemica
Cyptonychia anaemica là một loài bướm đêm trong họ Noctuidae.